# Петер Расмуссен
Петер Расмуссен (дан. Peter Rasmussen; нар. 15 жовтня 1975, Копенгаген, Данія) — данський футбольний арбітр. Арбітр ФІФА з 2006.
Кар'єру футбольного арбітра розпочав у 1994, обслуговуючи матчі 2 дивізіону чемпіонату Данії. У 2004 починає судити матчі данської Суперліги. 
Міжнародну кар'єру розпочав на юнацькому чемпіонаті Європи 2007, зокрема судив такі матчі: 
- Іспанія - Греція 0:0
- Німеччина - Росія 3:2

Також обслуговує матчі Ліги чемпіонів УЄФА, Ліги Європи УЄФА та матчі між національними збірними зони УЄФА у відбіркових циклах до чемпіонатів світу та Європи. Серед товариських матчів, що обслуговував Расмуссен, матч 11 серпня 2010 Ірландією та Аргентини в Дубліні, а також товариський матч між Англією та Бельгією.

## Матчі національних збірних
| Дата              | Збірні                          | Рахунок | Турнір           | ЖК | YK · YK · RK | RK |
| ----------------- | ------------------------------- | ------- | ---------------- | -- | ------------ | -- |
| 31 травня 2006    | Естонія – Нова Зеландія         | 1 – 1   | Товариський матч | 0  | 0            | 0  |
| 7 лютого 2007     | Сан-Марино – Ірландія           | 1 – 2   | Кваліфікація ЧЄ  | 2  | 0            | 0  |
| 17 листопада 2007 | Німеччина – Кіпр                | 4 – 0   | Кваліфікація ЧЄ  | 0  | 0            | 0  |
| 11 жовтня 2008    | Бельгія – Вірменія              | 2 – 0   | Кваліфікація ЧС  | 2  | 0            | 0  |
| 1 квітня 2009     | Нідерланди – Північна Македонія | 4 – 0   | Кваліфікація ЧС  | 1  | 0            | 0  |
| 12 жовтня 2010    | Білорусь – Албанія              | 2 – 0   | Кваліфікація ЧЄ  | 6  | 1            | 0  |
| 11 жовтня 2011    | Туреччина – Азербайджан         | 1 – 0   | Кваліфікація ЧЄ  | 0  | 0            | 0  |
| 12 жовтня 2012    | Північна Македонія – Хорватія   | 1 – 2   | Кваліфікація ЧС  | 5  | 0            | 0  |